# E15 (brandstof)
E15 is een brandstof bestaande uit 15% droge ethanol en voor 85% uit Euro 95-benzine.